# Oxana – Mein Leben für Freiheit

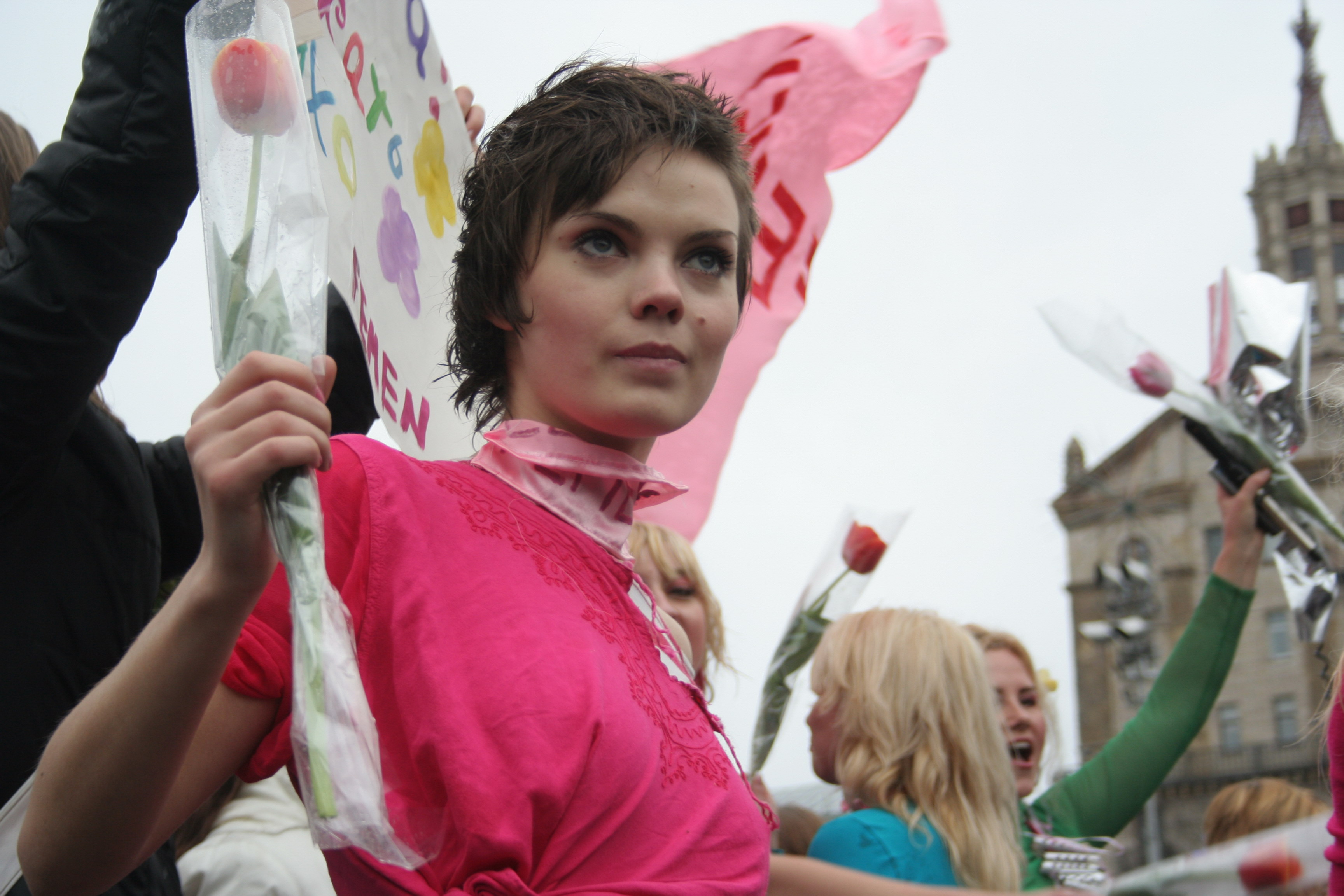
Oksana Schatschko im März 2009

Oxana – Mein Leben für Freiheit (in der Schweiz sowie im Original Oxana) ist ein französisch-ukrainisch-ungarischer Spielfilm von Charlène Favier aus dem Jahr 2024. Die Filmbiographie erzählt das Leben der Künstlerin Oksana Schatschko, die die Femen-Bewegung mitgegründet hat, wobei der Film teilweise von den realen Ereignissen abweicht. Die Titelrolle übernahm Albina Korsch. Der Film wurde zuerst am 15. Dezember 2024 am Les Arcs Filmfestival gezeigt.

## Inhalt
Der Film spielt auf drei verschiedenen Zeitebenen: Er beginnt und endet mit den nächtlichen Tänzen auf einem Kupala-Fest. Eine zweite Ebene spielt in Paris am 23. Juli 2018, dem Tag von Oxanas Freitod. Im Film findet am Abend dieses Tages die für sie wichtige Vernissage ihrer blasphemischen Ikonen statt. Im Laufe des Tages streift sie durch Paris, besucht ein Schwimmbad, wo sie mit einem Fremden spontanen Sex hat, telefoniert mit ihrer Mutter, diskutiert mit einer Journalistin, nimmt einen Termin zur Bestätigung ihres politischen Flüchtlingsstatus wahr und kehrt in die Wohnung ihres Freundes zurück, bei dem sie sich zuvor mehrere Wochen lang nicht gemeldet hatte. In die Rahmenhandlung eingeschoben werden Rückblenden, die ihr Leben von der Kindheit in der Ukraine bis zur Emigration nach Frankreich erzählen.
Oxana wächst in der Ukraine unter ärmlichen Verhältnissen auf und lässt sich zur Ikonenmalerin ausbilden. Nur dank einer Ausnahmebewilligung darf sie als Frau diese für Männer reservierte Lehre absolvieren. Schon mit zwölf Jahren kann sie mit ihrer Malerei die Familie finanziell unterstützen. Ihrem Wunsch, ins Kloster zu gehen, widersetzen sich die Eltern jedoch. Die Abkehr von der Kirche nimmt ihren Lauf, als ein Priester, der mit einem teuren Auto vorfährt, ihr ein viel kleineres Honorar als abgemacht auszahlt. Der alkoholsüchtige Vater verursacht einen Hausbrand, bei dem auch alle von Oxana gemalten Ikonen zerstört werden. Oxanas religiöser Eifer wandelt sich in gesellschaftlichen Protest. Im Fernsehen hört sie immer wieder von Vergewaltigungen und Tötungen von Frauen, die für die Täter meist straflos enden. Zusammen mit Freundinnen führt sie auf dem Dach über dem Eingang eines Spitals eine erste Protestveranstaltung durch. Weitere Proteste folgen. Sie beginnen, bei den Protesten ihre Brüste zu entblößen, um von den Medien wahrgenommen zu werden und durch die größere Öffentlichkeit besser gegen Polizeigewalt geschützt zu sein. Femen nennen sie sich jetzt und auch im Ausland bilden sich Femen-Gruppen. Oxanas Mutter unterstützt sie und flicht die Blumenkränze, die sie jeweils im Haar tragen.
Bei einer Protestaktion gegen Aljaksandr Lukaschenka in Belarus werden Oxana und ihre Mitstreiterinnen gefangen genommen. Sie werden in einen Wald gefahren, wo sie sich nackt ausziehen müssen, ehe sie mit Benzin übergossen und mit dem Feuertod bedroht werden. Schließlich werden sie in der Kälte ausgesetzt. Bei einer Demonstration gegen Wladimir Putin wird Oxana in Isolationshaft genommen und es werden ihr beide Arme gebrochen. Sie schafft es, schwer verletzt nach Paris zu fliehen.
In Paris findet sie keinen Zugang zu der dortigen Femen-Gruppe und wird von der Rivalin Inna ausgegrenzt. Sie wendet sich wieder der Kunst zu. Dabei hilft ihr die Freundschaft mit der Malerin Apolonia. Oxana malt jetzt blasphemische Ikonen. Motive sind etwa Maria, die eine Burka trägt, oder die Jünger, die an Jesus sexuelle Handlungen vollziehen, während sie ihn vom Kreuz abnehmen.
In den letzten Einstellungen sieht man, wie Oxana ihre eigene Vernissage durch ein Fenster verlässt und in ihre Wohnung zurückkehrt. Ihr Freitod wird angedeutet.

## Produktion und Veröffentlichung
Der Film hatte am 15. Dezember 2024 seine Premiere bei dem Les Arcs Film Festival 2024.
Kinostarttermine sind: Luxemburg: 13. März 2025 (Luxembourg City Film Festival), Frankreich: 16. April 2025, Schweiz: 1. Mai 2025, Deutschland: 24. Juli 2025.
Der Film wurde während des Ukrainekriegs gedreht, was deutliche Spuren hinterließ, wie die Regisseurin Charlène Favier in einem Interview mit Albane Guichard von Huffpost erklärt. Sie hatte geplant, einen Teil ihres Films in der Ukraine zu drehen, doch die russische Invasion im Februar 2022 und der seither andauernde Krieg machten diese Pläne zunichte. „Wir mussten die Ukraine in Ungarn nachbauen“, bedauert sie. Die ukrainischen Schauspielerinnen hätten ähnliche Emotionen durchlebt wie die Figuren, die sie spielten: „Als sie in Frankreich ankamen, befanden sie sich in demselben Zustand wie die Figuren bei ihrer Ankunft in Paris – voller Traumata, Gewalt und Angst. Das war ein starker emotionaler Katalysator für sie, und das merkt man im Film“. Im Film lässt Favier Oxana sagen, dass Putin immer da gewesen sei, dass er zurückkommen werde und dass die westeuropäischen Länder nicht aufmerksam genug seien.
Um eine maximale Authentizität zu erreichen, wurden die Schauspieler, die ukrainische Figuren verkörpern, in der Ukraine gecastet durch die ukrainische Casting-Direktorin Tatiana Vladi. Wegen des Krieges musste das Casting weitestgehend per Videokonferenzen erfolgen.

## Kritiken
Übereinstimmend wird der Film als sehr eindringlich empfunden.
So sagt Simone Meier auf dem Nachrichtenportal watson:

„«Oxana» ist ein niederschmetternder Film, der keinerlei Hoffnung zulässt. Ein trauriger Film. Ein Film über eine junge Frau, deren Schicksal wir kennen: Oxana (oder Oksana) Schatschko, die mit 31 Jahren aus dem Leben ging. Die sich am Abend ihrer ersten und grossen Vernissage als vermeintlich freie Künstlerin in Paris erhängte.“

Aufgeworfen wird die Frage, ob der Film der Femen-Bewegung gerecht wird:

„Oxana zeigt die Bewegung und all ihre Entwicklungsstadien aus der Sicht der titelgebenden Oksana Schatschko. [...] Aber durch den Fokus auf sie als Einzelperson gehen viele Aspekte und Themen der Bewegung unter.“

Ulrich Schmid bezeichnet den Film in der Neuen Zürcher Zeitung als „so gnadenlos wie die selbstzerstörerische Kunst, von der er erzählt“. Er entfalte „die Wucht einer antiken Tragödie“. In der Protagonistin Oxana erkennt er gleichzeitig die mythischen Figuren Antigone, Iphigenie und Medea. Die drei Zeitebenen interpretiert er als drei verschiedene Zeitkonzeptionen: die lineare Zeit (Oxanas Biografie), die zyklische Zeit (am Kupala-Fest) und die fragmentierte Zeit (Oxanas letzter Lebenstag).

„Es ist das grosse Verdienst der Regisseurin, dass sie ihre Zuschauer mit dieser komplexen Struktur nicht verwirrt. Im Gegenteil: Sie liefert mit der dreifachen Zeitlichkeit eine stringente Erklärung für Oksanas Schicksal, das auf paradoxe Weise zwischen absoluter Selbstermächtigung und erniedrigender Fremdbestimmung schwankt.“